# Tomb Raider (videohra, 1996)
Tomb Raider je počítačová hra, kterou vyvinula společnost Core Design a vydala Eidos Interactive. Původní vydání v roce 1996 bylo určeno pro platformy MS-DOS, PlayStation a Sega Saturn. Hlavní postavou je fiktivní britská archeoložka Lara Croft, která pátrá po prastarých pokladech podobně jako Indiana Jones. Popularita hry podnítila vznik řady pokračování, filmů a komiksových příběhů.

## Lara Croft
Hlavní postava v Tomb Raideru je britská archeoložka Lara Croft, která hledá starověké poklady. Lara Croft byla vytvořena designérem ze studia Core Tobym Gardem. Většinou ji vidíme v hnědých šortkách a zeleném či modrém topu bez rukávů a s hnědým batohem. Po bocích má umístěna pouzdra na dvě pistole. V průběhu série prošel její 3D model grafickými vylepšeními.

## Příběh
Příběh se otevírá prologem v Los Alamos County, New Mexico. Jaderný test způsobí zemětřesení, které odhalí starověké zařízení pohřbené v poušti. Zařízení se dá do pohybu a odhaluje zamrzlou bytost. Příběh pak pokračuje v současnosti.
Potom, co se Lara se vrátila z expedice v Himálaji a je kontaktována Američanem jménem Larson, který pracuje pro bohatou obchodnici Jacqueline Natla, majitelku Natla Technologies. Na Natlinu žádost se Lara vydá na expedici, aby znovu získala tajemný artefakt zvaný Scion ze ztracené hrobky Qualopeca, v horách Peru. Avšak po úspěšném nalezení Scionu, je o něj Larsonem téměř oloupena, když se ji před hrobkou pokusil zabít. Neztrácejíce čas, se Lara vydá odhalit, proč s ní Natla hraje dvojí hru, pronikne do její kanceláře, aby se dozvěděla více o artefaktu, který se zdá, že má více než jednu část. Lara objevuje středověký rukopis, který ukazuje, kde je druhý díl Scionu, je pohřben pod starověkým klášterem svatého Františka v Řecku. Ukáže se, že Natla poslala Pierra Duponta, konkurenčního francouzského archeologa, získat fragment z tohoto místa. Lara a Pierre navzájem závodí v katakombách kláštera, aby se dostali ke druhé části Scionu jako první. Bitva nastává na vrcholu hrobky Tihocana, kde Lara získá druhý Scion a nakonec zabije Pierra Duponta. Nápis uvnitř hrobky Tihocana prozrazuje, že byl jedním ze tří společných vládců Atlantis. V určitém okamžiku udeřila přírodní katastrofa, která potopila kontinent do oceánu a rozptýlila jejich kulturu po celém světě. Qualopec vládl nadále v Jižní Americe, Tihocan v Řecku, a ukazuje se, že třetí vládce byl úspěšný v Egyptě.
Lara cestuje do Údolí králů, kde rychle objeví třetí Scion a je naposledy konfrontována s Larsonem. Po odchodu z hrobky je však očekávána Natlou a jejími stoupenci, kteří jí ukradnou tři artefakty a téměř ji zabijí. Lara uniká a následuje je na vzdálený ostrov, kde důlní činnosti Natla technologies částečně odkryli Velkou pyramidu Atlantis. Poté, co cestou přes doly zabila Natliny hrdlořezy, Lara dosáhne jádro síně pyramidy, kde jsou tři Sciony spojené dohromady jako zdroj energie. V záblesku minulosti odhalila, že Natla byla třetí vládce Atlantis, a že zradila ostatní vládce zneužitím moci Scionu pro genetické experimenty. Jako trest byla Qualopecem a Tihocanem uzamčena do kobky a pohřbena pod zem. Moc uvolněná z pyramidy a Scionu způsobila velkou zkázu, zničení kdysi mocné a vyspělé civilizace. Jako výsledek (podobně Velikonoční ostrov) přeživší ztratili veškeré znalosti a sílu a museli pomalu vše obnovit od základu. O staletí později se Natla probudila, když její kobka byla odhalena atomovou bombou testovanou v Los Alamos během roku 1940. S její prohnaností a znalostmi se rychle stala neuvěřitelně bohatá a mocná po celém světě.
Se znovuzískanou mocí artefaktů se Natla pokusí obnovit její bývalou sílu a armádu genetických mutantů. Nicméně Lara dosáhne zničení Scionu a porazí Natlu. Pyramida je zničena spolu s mutanty a zbytky Atlantské civilizace.